# Усадьба Любенских (Ухвище)
Усадьба Любенских — разрушенная усадьба в деревне Ухвище Полоцкого района Витебской области.

## История

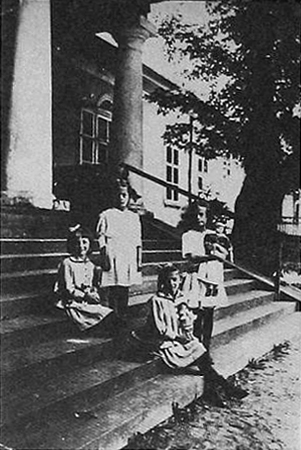

Построена в начале XIX века. Памятник уничтожен от молнии в межвоенный период.

## Архитектура

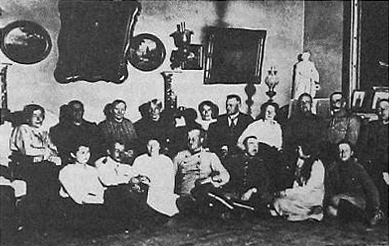

Усадьба является произведением архитектуры классицизма. Деревянный дом прямоугольной формы стоял на высоком фундаменте под высокой вальмовой крышей с парами люкарн. По бокам главного фасада были размещены два 4-колонных порта, выполненных из камня, с треугольными фронтонами. Вход справа портика вёл в служебную половину дома, слева — в жилые и парадные помещения. На тыльном фасаде выступала небольшая терраса. Во второй половине XIX века с левого торца дома была пристроена кухня.
Планировка дома была анфиладной двухрядной. Середину фронтального ряда справа занимал большой бальный зал высотой в три окна. Такую же высоту имел пристроенный к бальному залу с парковой стороны салон со двумя окнами и стеклянными дверьми, которые вели на террасу. Небольшая квадратная комната слева от бального зала служила библиотекой, а справа — столовой. Далее по левой стороне от зала размещалась двухоконная комната, названная «портретной», по правой — жилая комната квадратной формы. Правое крыло дома заканчивалось четырьмя малыми гостиными, левое — канцелярией и служебной комнатой. Интерьер парадных апартаментов не отличался, он включал мебель разных стилей, люстры на консолях, обрамлённых богатыми резными рамами стиля барокко.
Английский парк был объединён с садом и занимал площадь около 10 гектар. Он выглядел живописно благодаря волнистому рельефу местности в окружении озёр, к одному из которых парк спускался пологим склоном. По территории парка протекал ручей. В месте, где две встречались две аллеи, разместили акцентные клумбы. Со стороны озера была высажена живая изгородь из древних елей и лип.
Справа от дома стояла флигель-гостиная, слева — сарай. За ними в два ряда находились хозяйственные постройки. Несколько видовых точек парка были предназначены для прихожан церкви, построенной в середине девятнадцатого века. Она была разрушена во время Второй мировой войны.